# Alba di sangue
Alba di sangue (Crimson Romance) è un film statunitense del 1934, diretto da David Howard, con Erich von Stroheim.

## Trama
Bob e Fred sono amici di lunga data, e lavorano, nel 1916, come piloti collaudatori per una fabbrica aeronautica americana. Fred, nato in Germania, perde il lavoro e non riesce a trovarne, a causa del pregiudizio antitedesco che serpeggia poco prima dell’entrata in guerra statunitense contro la Germania. Decide quindi, dopo aver detto addio alla madre affranta, dalla quale i due amici si trovano a cena, di trasferirsi nel paese natale, dove combatterà per la propria patria. Inaspettatamente Bob parte con lui, in cerca d’avventura, ed entrambi si arruolano nell’aviazione tedesca.
In Germania, incontrano la crocerossina Alida, dalla quale sia l’estroverso e donnaiolo Bob che il timido Fred sono attratti. Alla fine Alida sceglie l’americano, e questo causa i primi dissapori fra i due amici. Bob tuttavia rinuncia ad Alida per amicizia verso Fred.
Giunge poi la notizia che gli Stati Uniti hanno dichiarato guerra alla Germania, e l’arcigno capitano Wolters (Erich von Stroheim), superiore militare dei due amici, malfidente, ordina a Fred di condurre l’americano Bob agli arresti. Fred tuttavia non impedisce a Bob di fuggire, e quest’ultimo raggiunge in aereo le linee inglesi, e acconsente a far da guida ai bombardieri inglesi verso un importante deposito tedesco di munizioni.
Il capitano Wolters, che sospetta Fred di aver lasciato fuggire intenzionalmente Bob, venuto a sapere dell’avanzata aerea nemica, e immaginando che alla guida di essa ci sia Bob, dice a Fred che non lo deferirà alla corte marziale solo se, una volta alzatisi in volo con la pattuglia, l’avrà visto abbattere l’aereo dell’americano.
I due, nella battaglia aerea che segue, e nella quale gli inglesi riescono a far saltare il deposito di munizioni tedesco, si riconoscono, e non osano colpirsi. Anzi, Fred stesso, sacrificando la propria vita per l’amico, si getta col proprio aereo sull’aereo di Wolters, ed entrambi precipitano.
Dopo l’armistizio, Bob e Alida, riuniti, visitano la madre di Fred, che augura loro di avere figli che crescano in un periodo non funestato da guerre.